# Winston Western 500
De Winston Western 500 was een race uit de NASCAR Winston Cup. De wedstrijd werd gehouden op de Riverside International Raceway over een afstand van 311 mijl of 500 km (vanaf 1977). De eerste race werd gehouden in 1958 en gewonnen door Eddie Gray.  Van 1965 tot 1981 was de race de seizoensopener van het kampioenschap. In 1981 werd de race twee keer gereden, als opener en als seizoensafsluiter. Vanaf toen tot 1986 was de race de seizoensafsluiter. In 1987 werd de laatste race gehouden die gewonnen werd door Rusty Wallace. Op hetzelfde circuit werd eveneens de Budweiser 400 gereden.

## Namen van de race
- Crown America 500 (1958)
- Zonder naam (1961)
- Riverside 500 (1963)
- Motor Trend 500 (1964 - 1971)
- Winston Western 500 (1972 - 1987)

## Winnaars
| Jaar                | Winnaar           | Auto              |
| Crown America 500   | Crown America 500 | Crown America 500 |
| ------------------- | ----------------- | ----------------- |
| 1958                | Eddie Gray        | Ford              |
| Zonder naam         |                   |                   |
| 1961                | Lloyd Dane        | Chevrolet         |
| Riverside 500       |                   |                   |
| 1963                | Dan Gurney        | Ford              |
| Motor Trend 500     |                   |                   |
| 1964                | Dan Gurney        | Ford              |
| 1965                | Dan Gurney        | Ford              |
| 1966                | Dan Gurney        | Ford              |
| 1967                | Parnelli Jones    | Ford              |
| 1968                | Dan Gurney        | Ford              |
| 1969                | Richard Petty     | Ford              |
| 1970                | A.J. Foyt         | Ford              |
| 1971                | Ray Elder         | Dodge             |
| Winston Western 500 |                   |                   |
| 1972                | Richard Petty     | Plymouth          |
| 1973                | Mark Donohue      | Matador           |
| 1974                | Cale Yarborough   | Chevrolet         |
| 1975                | Bobby Allison     | Matador           |
| 1976                | David Pearson     | Mercury           |
| 1977                | David Pearson     | Mercury           |
| 1978                | Cale Yarborough   | Oldsmobile        |
| 1979                | Darrell Waltrip   | Chevrolet         |
| 1980                | Darrell Waltrip   | Chevrolet         |
| 1981                | Bobby Allison     | Chevrolet         |
| 1981                | Bobby Allison     | Buick             |
| 1982                | Tim Richmond      | Buick             |
| 1983                | Bill Elliott      | Ford              |
| 1984                | Geoff Bodine      | Chevrolet         |
| 1985                | Ricky Rudd        | Ford              |
| 1986                | Tim Richmond      | Chevrolet         |
| 1987                | Rusty Wallace     | Pontiac           |

Huidige races:
Can-Am Duel ·
Daytona 500 ·
Subway Fresh Fit 500 ·
Kobalt Tools 400 ·
Food City 500 ·
Auto Club 400 ·
STP Gas Booster 500 ·
NRA 500 ·
Aaron's 499 ·
Toyota Owners 400 ·
Bojangles' Southern 500 ·
FedEx 400 ·
Coca-Cola 600 ·
STP 400 ·
Pocono 400 ·
Quicken Loans 400 ·
Toyota/Save Mart 350 ·
Coke Zero 400 ·
Quaker State 400 ·
Camping World RV Sales 301 ·
Brickyard 400 ·
Gobowling.com 400 ·
Cheez-It 355 at The Glen ·
Pure Michigan 400 ·
Irwin Tools Night Race ·
AdvoCare 500 (Atlanta Motor Speedway) ·
Federated Auto Parts 400 ·
Geico 400 ·
Sylvania 300 ·
AAA 400 ·
Hollywood Casino 400 ·
Bank of America 500 ·
Camping World RV Sales 500 ·
Goody's Headache Relief Shot 500 ·
AAA Texas 500 ·
AdvoCare 500 (Phoenix International Raceway) ·
Ford EcoBoost 400

Voormalige races:

Buddy Shuman 276 ·
Budweiser 400 ·
Budweiser NASCAR 400 ·
Columbia 200 ·
Coors 420 ·
First Union 400 ·
Greenville 200 ·
Hickory 276 ·
Kobalt Tools 500 (Atlanta Motor Speedway) ·
Los Angeles Times 500 ·
Mountain Dew Southern 500 ·
Northern 300 ·
Pepsi 420 ·
Pepsi Max 400 ·
Pickens 200 ·
Pop Secret Microwave Popcorn 400 ·
Sandlapper 200 ·
Subway 400 ·
Tyson Holly Farms 400 ·
Winston Western 500